# Geographische Kunstschule
La Geographische Kunstschule (littéralement : école d'art géographique), est un ancien établissement pédagogique prussien privé de Potsdam spécialisé sur l’étude de la géographie et la cartographie.

## Histoire
Heinrich Berghaus, avec le soutien d'Alexander von Humboldt, avait fondé la 'Geographische Kunstschule' (École d'Art Géographique) en 14 juillet 1838 à Potsdam, près de Berlin, à l'instar de l'école des graveurs des Archives Militaires Générales à Paris (fondée en 1811). Son premier boursier est Frédéric-Guillaume III.  l'École est ouverte le 1er avril 1839. L'enseignement avec Berghaus pourrait être appelé scientifiquement cartographique, comprenant la géographie mathématique (Projection cartographiques et Référence de grille), la géographie physique (Météorologie, hydrologie et Géologie) et Géographie politique (connaissance des frontières et du découpage administratif des États européens notamment). L'entraînement physique était davantage axé sur l'Arpentage, le Dessin et la Gravure. 
Au cours de son existence, l'académie de Berghaus n'offrait que trois cours et seuls quelques étudiants y assistaient:
Son premier boursier est Frédéric-Guillaume III. August Petermann la fréquente jusqu'en 1844. 
Elle cesse ses activités en 1848.

## Élèves
- 1839-1844 : August Petermann, geographe/cartographe[2], Heinrich Lange, cartographe, Otto Göcke (décédé un an plus tard de la tuberculose )
- 1844-1847 :  Amandus Sturmhöfel, Theodor Schilling
- 1845-1850 : Hermann Berghaus, cartographe